# Louder Than Bombs
Louder Than Bombs é uma coletânea musical da banda britânica de rock The Smiths, lançada como um álbum duplo em 30 de março de 1987 pela gravadora Sire. Ela alcançou o 62º lugar na parada de álbuns da Billboard 200. A demanda popular levou a gravadora Rough Trade a lançar o álbum no mercado britânico também. Após seu lançamento no Reino Unido em maio de 1987, alcançou a 38ª posição nas paradas britânicas. Em 2003, ficou em 365º lugar na lista dos "500 Maiores Álbuns de Todos os Tempos" da revista Rolling Stone, e ficou em 369º em uma revisão de 2012. O álbum foi certificado como ouro pela Associação Americana da Indústria de Gravação (RIAA) em 1990.
O álbum foi lançado como uma versão estadunidense da coletânea The World Won't Listen, que consistia em todos os singles e quase todos os lados B que não estavam disponíveis até aquele momento nos Estados Unidos, seja em single ou álbum, com algumas outras faixas adicionadas. O título é emprestado de uma linha no poema estendido de Elizabeth Smart, By Grand Central Station I Sat Down and Wept.
Pretendia também ser um substituto de The World Won't Listen e da coletânea Hatful of Hollow, já que estes não haviam sido lançados nos Estados Unidos. É por isso que a faixa "This Night Has Opened My Eyes" foi incluída. Singles como "This Charming Man" e "How Soon Is Now?" já haviam sido lançados nas versões norte-americanas de The Smiths e Meat Is Murder, respectivamente.

## Conteúdo
Assim como em The World Won't Listen, esta coletânea inclui o single descartado "You Just Haven't Earned It Yet, Baby", embora em uma mixagem diferente. No entanto, esta versão reduzida da canção foi substituída quando a coletânea foi relançada em 2011. Além disso, a versão de "Stretch Out and Wait" do Louder Than Bombs é a versão do lado B de "Shakespeare's Sister", que apresenta letras ligeiramente diferentes. Também digno de nota é o fato de que "Ask" aparece em Louder Than Bombs e The World Won't Listen em uma mixagem ligeiramente diferente do que sua versão do single.
Devido ao álbum oferecer muitos lados B (e o single "Sheila Take a Bow") que nunca havia sido lançado em um álbum antes, Louder Than Bombs se tornou muito popular entre os fãs no Reino Unido. Para evitar que os altos preços de importação fossem pagos, a gravadora inglesa da banda, Rough Trade, decidiu lançar a coletânea também lá, provocando indignação dos fãs. O golpe foi um pouco amenizado pelo fato de que o álbum duplo foi vendido a preço de um álbum único.

## Capa
A capa de Louder Than Bombs, concebida por Morrissey, apresenta a dramaturga britânica Shelagh Delaney. A fotografia foi publicada originalmente no Saturday Evening Post depois que Delaney, aos 19 anos, fez sua estreia literária com a peça A Taste of Honey. A peça inspirou muitas composições de Morrissey, incluindo a canção "This Night Has Opened My Eyes".

## Faixas
Lado A
Todas as letras escritas por Morrissey, todas as músicas compostas por Johnny Marr, exceto as indicadas.
| N.º | Título                           | Duração |  |
| 1.  | "Is It Really So Strange?"       | 3:04    |  |
| 2.  | "Sheila Take a Bow"              | 2:41    |  |
| 3.  | "Shoplifters of the World Unite" | 2:57    |  |
| 4.  | "Sweet and Tender Hooligan"      | 3:13    |  |
| 5.  | "Half a Person"                  | 3:36    |  |
| 6.  | "London"                         | 2:07    |  |

Lado B
| N.º | Título                                 | Duração |  |
| 1.  | "Panic"                                | 2:20    |  |
| 2.  | "Girl Afraid"                          | 2:48    |  |
| 3.  | "Shakespeare's Sister"                 | 2:09    |  |
| 4.  | "William, It Was Really Nothing"       | 2:11    |  |
| 5.  | "You Just Haven't Earned It Yet, Baby" | 3:21    |  |
| 6.  | "Heaven Knows I'm Miserable Now"       | 3:34    |  |

Lado C
| N.º | Título                    | Duração |  |
| 1.  | "Ask"                     | 3:18    |  |
| 2.  | "Golden Lights" (Twinkle) | 2:39    |  |
| 3.  | "Oscillate Wildly" (Marr) | 3:27    |  |
| 4.  | "These Things Take Time"  | 2:23    |  |
| 5.  | "Rubber Ring"             | 3:48    |  |
| 6.  | "Back to the Old House"   | 3:05    |  |

Lado D
| N.º | Título                                        | Duração |  |
| 1.  | "Hand in Glove"                               | 3:13    |  |
| 2.  | "Stretch Out and Wait"                        | 2:38    |  |
| 3.  | "Please Please Please Let Me Get What I Want" | 1:52    |  |
| 4.  | "This Night Has Opened My Eyes"               | 3:40    |  |
| 5.  | "Unloveable"                                  | 3:55    |  |
| 6.  | "Asleep"                                      | 4:11    |  |

## Ficha técnica
The Smiths
- Morrissey – vocais
- Johnny Marr – guitarra, piano, guitarra slide (em "Panic"),[3] gaita, bandolim (em "Please Please Please Let Me Get What I Want" e "Golden Lights")
- Andy Rourke – baixo, violoncelo (em "Shakespeare's Sister" e "Oscillate Wildly")
- Mike Joyce – bateria, tamborim (em "Hand in Glove"[4] e "Stretch Out and Wait")[5]

Músicos adicionais
- Craig Gannon – guitarra rítmica (em "Panic", "Ask", "London", "Half a Person", "You Just Haven't Earned It Yet, Baby" e "Golden Lights"), guitarra solo (no coda de "London"),[6] bandolim (em "Golden Lights")[7]

- Kirsty MacColl – vocais de apoio (em "Ask" e "Golden Lights")
- John Porter – guitarra slide (em "Sheila Take a Bow), efeitos sonoros (em "Ask"),[8] bateria eletrônica e baixo (em "Golden Lights")[9]
- Stephen Street – bateria eletrônica adicional (em "London"), efeitos sonoros (em "Asleep"),[10] sampler (em "Rubber Ring")[11]

Produção
- Johnny Marr – produção (A3)
- Johnny Marr, Morrissey e Stephen Street – produção (A5–6)
- Morrissey e Marr – produção (A2, C5, D5–6)
- John Porter – produção (A1, A4, B1–2, B4–6, C1-2, C4, C6, D3)
- Roger Pusey – produção (D4)
- The Smiths – produção (B3, C3, D1–2)

## Certificações
| Região                | Certificações | Vendas  |
| --------------------- | ------------- | ------- |
| Reino Unido (BPI)     | Ouro          | 100,000 |
| Estados Unidos (RIAA) | Ouro          | 500,000 |